# Jean-Baptiste de Brouchoven
Pour les articles homonymes, voir Brouchoven.
Jean-Baptiste de Brouchoven, comte de Bergeyck, est un diplomate né vers 1621 à Lierre et mort le 13 novembre 1691 à Toulouse.

## Biographie
Jean-Baptiste est le fils de Gérard, seigneur gagiste de Bergeyck, Westerhoven et Rythoven, et de Catherine Maes. Il épouse Hélène Fourment, deuxième épouse de Pierre Paul Rubens, puis Marie-Françoise d'Ennetières, et est le père de Jean de Brouchoven et de Hyacinthe-Marie de Brouchoven.
Il est nommé conseiller et commis des domaines et finances du roi dans les Pays-Bas en 1655, puis conseiller de courte robe au Conseil d’État établi à Madrid pour les affaires des Pays-Bas et de Bourgogne en 1663.
Il est envoyé en mission diplomatique confidentielle à La Haye au mois d'août 1667 pour convaincre les Provinces-Unies de fournir aux Pays-Bas espagnols des secours contre les troupes françaises. Lors des conférences préparatoires au traité d'Aix-la-Chapelle, il reçoit les pleins pouvoirs que lui délègue Francisco de Moura Cortereal, marquis de Castel Rodrigo, représentant le roi des Espagnes Charles II, pour conduire les négociations. Il signe l'acte du traité le 2 mai 1668.
Il est ensuite chargé avec Laurent de Hovynes et Léon-Jean de Paepe (en) de représenter les intérêts de l'Espagne aux conférences de Lille. Il est envoyé en mission diplomatique en Allemagne en 1674, puis à Londres en 1675 et en 1677.
Il reçut l'ordre de Saint-Jacques pour ses services.